# Visconde de Degracias
Visconde de Degracias é um título nobiliárquico criado por D. Luís I de Portugal, por Decreto de 23 de Julho de 1879, em favor de António Augusto Cardoso Amado de Albergaria e Vale (Soure, Degracias, 14 de Julho de 1827 - ?), Proprietário em Soure, Administrador do Concelho de Soure em 1879, filho de Manuel Cardoso de Albergaria e Vale (Zambujal, 24 de Outubro de 1774 - 5 de Maio de 1855), Sargento-Mor de Ordenanças do Rabaçal, Vila de que foi Almotacé e Vereador do Senado da Câmara, e de sua mulher Tomásia Augusta Amado da Cunha e Vasconcelos (Condeixa-a-Nova, Condeixa-a-Nova, 1 de Agosto de 1784 - 30 de Agosto de 1833). Brasão de Armas: partido, a 1.ª Cardoso e a 2.ª Soares de Albergaria; timbre: Cardoso; diferença: uma brica de prata com um L de negro (concedido ao avô paterno do 1.º Visconde por Alvará de D. José I de Portugal de 2 de Fevereiro de 1769); coroa de Visconde.
Casou em Pombal, Redinha, a 12 de Junho de 1850 com Maria da Glória de Abreu de Amorim Pessoa da Câmara Lobo Corte-Real (21 de Dezembro de 1827 - ?), filha de Francisco António de Abreu de Amorim Pessoa, Capitão de Ordenanças e Proprietário, e de sua mulher (19 de Janeiro de 1809) Maurícia da Câmara Monteiro Lobo Corte-Real, da qual teve um filho e uma filha: César Augusto Amado de Vasconcelos de Albergaria, 2.º Visconde de Degracias, casado com Ana Leonor de Pina Freire de Aragão de Matos Mascarenhas de Mancelos, da qual teve duas filhas (Maria da Glória de Aragão de Matos Mascarenhas de Mancelos de Albergaria, Representante do Título de Viscondessa de Degracias, casada com Delfim Augusto da Silva Pinheiro (Soure, Alfarelos - ?), filho de Emídio Cardoso Pinheiro (Soure, Alfarelos, 25 de Março de 1849 - ?) e de sua mulher Guilhermina Maria da Silva Pais (c. 1850 - ?), com geração (Fernando de Mancelos de Albergaria Pinheiro (Soure, Soure, 12 de Outubro de 1908 - 20 de Agosto de 1986), casado em Coimbra, Sé Velha, a 19 de Abril de 1941 com Berta de Miranda de Vasconcelos (Vila Real, 18 de Outubro de 1917 - 11 de Janeiro de 2015), filha de Eduardo de Miranda de Vasconcelos (Baião, Gestaçô, 1881 - ?) e de sua mulher Hilda Pinto da Silva (c. 1884 - ?), com geração feminina; e Maria Leonor de Mancelos de Albergaria Pinheiro, casada com Fernando Lopes da Costa Alçada); e Maria José Cardoso Amado de Abreu de Amorim Pessoa, casada com seu primo Ricardo de Abreu de Amorim Pessoa (Pombal, Redinha, Quinta de Orão - ?), com geração feminina.
Titulares
1. António Augusto Cardoso Amado de Albergaria e Vale, 1.º Visconde de Degracias;
2. César Augusto Amado de Vasconcelos de Albergaria, 2.º Visconde de Degracias;
3. Maria da Glória Vasconcelos de Albergaria Pinheiro Moreira, 3.ª Viscondessa de Degracias.